# Poigny-la-Forêt
Poigny-la-Forêt és un municipi francès, situat al departament d'Yvelines i a la regió de Illa de França. L'any 2007 tenia 1.014 habitants.
Forma part del cantó de Rambouillet, del districte de Rambouillet i de la Comunitat d'aglomeració Rambouillet Territoires.

## Demografia

### Població
El 2007 la població de fet de Poigny-la-Forêt era de 1.014 persones. Hi havia 345 famílies, de les quals 62 eren unipersonals (31 homes vivint sols i 31 dones vivint soles), 106 parelles sense fills, 157 parelles amb fills i 20 famílies monoparentals amb fills.
La població ha evolucionat segons el següent gràfic:
Habitants censats

### Habitatges
El 2007 hi havia 431 habitatges, 356 eren l'habitatge principal de la família, 50 eren segones residències i 25 estaven desocupats. 421 eren cases i 8 eren apartaments. Dels 356 habitatges principals, 301 estaven ocupats pels seus propietaris, 40 estaven llogats i ocupats pels llogaters i 15 estaven cedits a títol gratuït; 8 tenien una cambra, 13 en tenien dues, 32 en tenien tres, 56 en tenien quatre i 247 en tenien cinc o més. 285 habitatges disposaven pel capbaix d'una plaça de pàrquing. A 137 habitatges hi havia un automòbil i a 210 n'hi havia dos o més.

### Piràmide de població
La piràmide de població per edats i sexe el 2009 era:
| Homes | Edats   | Dones |
| ----- | ------- | ----- |
| 0     | 95 o +  | 4     |
| 8     | 90 a 94 | 12    |
| 12    | 85 a 89 | 28    |
| 0     | 80 a 84 | 12    |
| 4     | 75 a 79 | 4     |
| 16    | 70 a 74 | 20    |
| 16    | 65 a 69 | 32    |
| 32    | 60 a 64 | 20    |
| 28    | 55 a 59 | 20    |
| 28    | 50 a 54 | 48    |
| 28    | 45 a 49 | 40    |
| 40    | 40 a 44 | 40    |
| 32    | 35 a 39 | 20    |
| 32    | 30 a 34 | 28    |
| 12    | 25 a 29 | 32    |
| 16    | 20 a 24 | 8     |
| 8     | 15 a 19 | 32    |
| 20    | 10 a 14 | 16    |
| 24    | 5 a 9   | 32    |
| 28    | 0 a 4   | 12    |

## Economia
El 2007 la població en edat de treballar era de 637 persones, 456 eren actives i 181 eren inactives. De les 456 persones actives 434 estaven ocupades (230 homes i 204 dones) i 22 estaven aturades (7 homes i 15 dones). De les 181 persones inactives 41 estaven jubilades, 92 estaven estudiant i 48 estaven classificades com a «altres inactius».

### Ingressos
El 2009 a Poigny-la-Forêt hi havia 360 unitats fiscals que integraven 960 persones, la mediana anual d'ingressos fiscals per persona era de 30.813 €.

### Activitats econòmiques
Dels 62 establiments que hi havia el 2007, 1 era d'una empresa alimentària, 1 d'una empresa de fabricació de material elèctric, 2 d'empreses de fabricació d'altres productes industrials, 6 d'empreses de construcció, 9 d'empreses de comerç i reparació d'automòbils, 1 d'una empresa de transport, 2 d'empreses d'hostatgeria i restauració, 8 d'empreses d'informació i comunicació, 4 d'empreses financeres, 3 d'empreses immobiliàries, 16 d'empreses de serveis, 6 d'entitats de l'administració pública i 3 d'empreses classificades com a «altres activitats de serveis».
Dels 10 establiments de servei als particulars que hi havia el 2009, 3 eren paletes, 1 guixaire pintor, 1 lampisteria, 2 veterinaris, 2 restaurants i 1 agència immobiliària.
L'únic establiment comercial que hi havia el 2009 era una carnisseria.

## Equipaments sanitaris i escolars
El 2009 hi havia una escola elemental.

## Poblacions més properes
El següent diagrama mostra les poblacions més properes.